# Nursery Cryme
Nursery Cryme ist das dritte Studioalbum der britischen Rockband Genesis. Es erschien im November 1971 (Charisma CAS 1052). Es ist das erste Album in der ersten Stammbesetzung von Genesis mit Peter Gabriel, Steve Hackett, Tony Banks, Mike Rutherford und Phil Collins.

## Hintergrund
Der Albumtitel ist ein Kofferwort aus Nursery Rhyme ‚Kinderlied‘ und Crime ‚Verbrechen‘ und bezieht sich auf das Lied The Musical Box, dessen Text den ersten Vers des populären englischen Kinderliedes Old King Cole verarbeitet. In dem Lied katapultiert ein Mädchen mit einem Krocketschläger den Kopf des achtjährigen Henry in die „Musical Box“. Harold the Barrel, ein sarkastisches Lied über die Versuche, einen Selbstmörder von seinem Vorhaben abzubringen, zu dem man ihn überhaupt erst getrieben hat, begründet dagegen eine Tradition der Band, subversive und mit schwarzem Humor betextete Lieder mit sozialkritischem Inhalt zu schreiben.
Nursery Cryme gilt als erster Höhepunkt der Progressive-Rock-Phase von Genesis. Mit The Musical Box und The Fountain of Salmacis sind zwei Stücke auf dem Album enthalten, die unter Fans zu den beliebtesten Songs der Band zählen und musikalisch den Nachfolgealben am stärksten ähneln. Auf der anderen Seite finden sich auf dem Album noch teilweise Rückgriffe auf die vorherigen Alben, etwa bei der an Trespass erinnernde Ballade Seven Stones.
Als einziger Titel des Albums konnte sich The Musical Box regelmäßig in den Setlisten der Genesis-Welttourneen etablieren. Eine Liveversion des kompletten Stücks ist neben dem ebenfalls auf Nursery Cryme enthaltenen The Return Of The Giant Hogweed auf dem 1973 erschienenen Album Genesis Live zu hören. Seit der Wind & Wuthering Tour 1977 greift die Gruppe lediglich auf die Schlusssektion von The Musical Box in einem Medley zurück. Zuletzt wurde der Titel auf der We Can't Dance Tour 1992 live dargeboten. Ein Mitschnitt ist auf dem Album The Way We Walk als CD und DVD erschienen.
Steve Hackett hat als einer der ersten E-Gitarristen in den Stücken The Musical Box und The Return of the Giant Hogweed die Spieltechnik des Tapping verwendet, dessen Etablierung in der Rockmusik allgemein Eddie Van Halen und Yngwie Malmsteen zugeschrieben wird.

## Titelliste
Alle Titel geschrieben, arrangiert und gespielt von Genesis.
1. The Musical Box – 10:27
2. For Absent Friends – 1:48
3. The Return of the Giant Hogweed – 8:12
4. Seven Stones – 5:09
5. Harold the Barrel – 3:01
6. Harlequin – 2:55
7. The Fountain of Salmacis – 7:56

## Besetzung
- Tony Banks – Orgel, Mellotron, Piano, E-Piano, 12-Saiten-Gitarre, Gesang
- Michael Rutherford – E-Bass, Basspedal, 12-Saiten-Gitarre, Gesang
- Peter Gabriel – Haupt-Gesang, Flöte, Basstrommel, Tamburin
- Steve Hackett – E-Gitarre, 12-Saiten-Gitarre
- Phil Collins – Schlagzeug, Gesang, Perkussion

## Produktion
- Produziert von John Anthony
- Aufgenommen von David Hentschel
Assistent – Mike Stone
- Albumgestaltung – Paul Whitehead. Inspiriert von „The Musical Box“

## Kommerzieller Erfolg

### Chartplatzierungen
Ab 11. Mai 1974 wurde das Album zwei Wochen lang in den Top 100 UK Albums Charts geführt, wo es Platz 39 erreichte.
| ChartsChartplatzierungen     | Höchstplatzierung | Wochen |
| ---------------------------- | ----------------- | ------ |
| Vereinigtes Königreich (OCC) | 39 (2 Wo.)        | 2      |

### Auszeichnungen für Musikverkäufe
| Land/Region                  | Auszeichnungen für Musikverkäufe (Land/Region, Auszeichnung, Verkäufe) | Verkäufe |
| ---------------------------- | ---------------------------------------------------------------------- | -------- |
| Frankreich (SNEP)            | Gold                                                                   | 100.000  |
| Vereinigtes Königreich (BPI) | Silber                                                                 | 60.000   |
| Insgesamt                    | 1× Silber · 1× Gold ·                                                  | 160.000  |

Hauptartikel: Genesis (Band)/Auszeichnungen für Musikverkäufe